# Hydrodytes
Hydrodytes là một chi bọ cánh cứng trong họ Dytiscidae.
Chi này được K.B.Miller miêu tả khoa học năm 2001.

## Các loài
Các loài trong chi này gồm:
- Hydrodytes dodgei (Young, 1989)
- Hydrodytes inaciculatus (Guignot, 1957)
- Hydrodytes opalinus (Zimmermann, 1921)